# Leon Wagenfisz

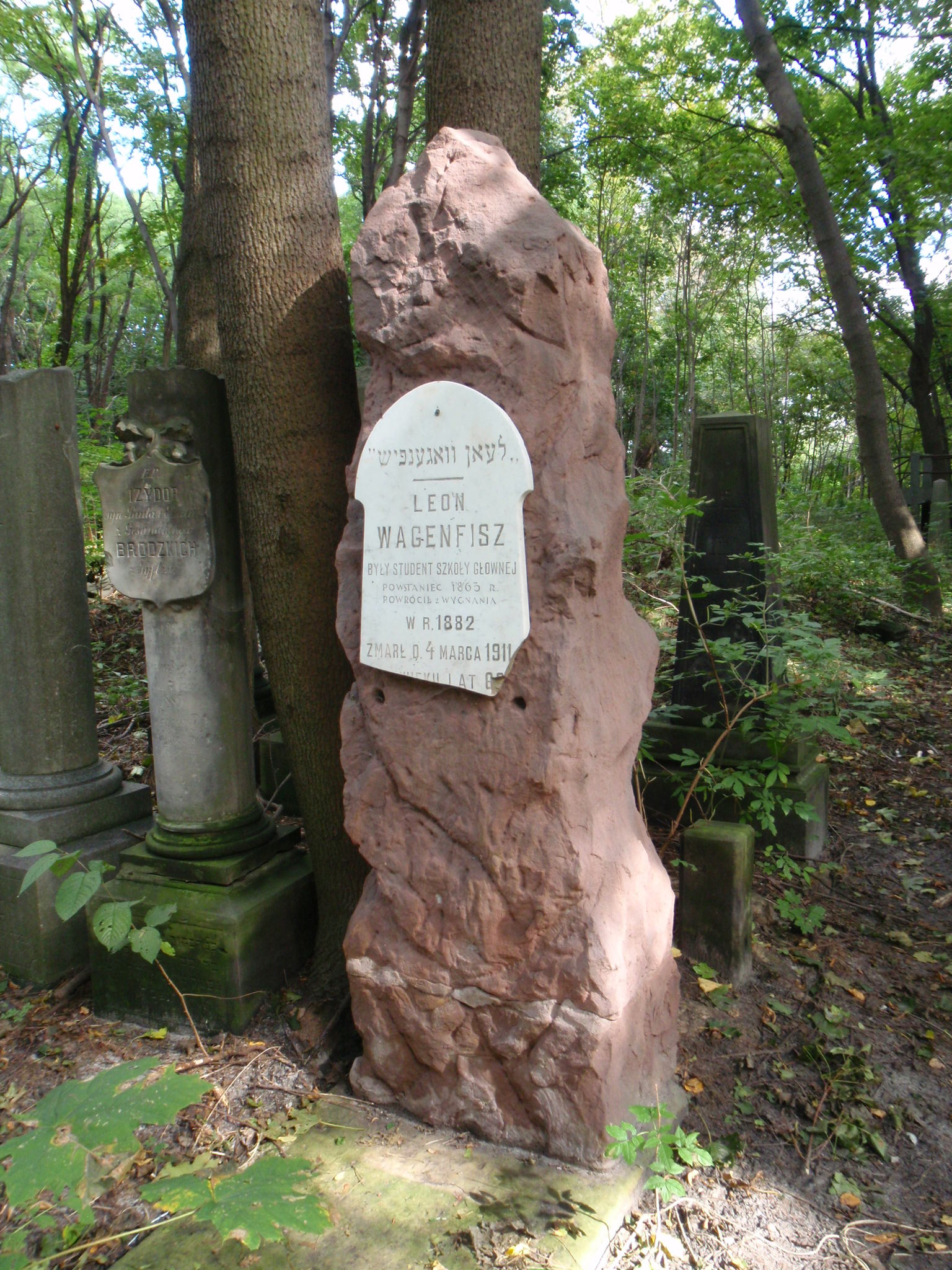
Grób Leona Wagenfisza na cmentarzu żydowskim w Warszawie

Leon Wagenfisz (ur. 1841, zm. 4 września 1911 w Warszawie) – polski lekarz, powstaniec styczniowy i zesłaniec żydowskiego pochodzenia.
Ukończył Warszawską Szkołę Rabinów, a następnie Akademię Medyko-Chirurgiczną w Warszawie. Brał udział w patriotycznych kwietniowych demonstracjach w 1861, za co wraz z Maksymilianem Unszlichtem, Leopoldem Wajcenblumem, Bernardem Goldmanem i Henrykiem Senatorem został aresztowany przez władze carskie. Został zesłany do Omska, skąd ułaskawiony powrócił w 1862. Brał udział w powstaniu styczniowym, za co w 1864 został osadzony na dwa lata w Cytadeli Warszawskiej, a następnie został skazany na dożywotnią katorgę w kopalniach. Powrócił do Warszawy w 1882. Po powrocie był urzędnikiem handlowym. 
Jest pochowany na cmentarzu żydowskim przy ulicy Okopowej w Warszawie (kwatera 68, rząd 3).